# Гостюхино (платформа)
Гостю́хино — остановочный пункт / пассажирская платформа Горьковского региона Горьковской железной дороги на линии Москва — Нижний Новгород в деревне Гостюхино Владимирской области. Бывшая станция.

## Описание
На участке Владимир — Нижний Новгород строительство железной дороги развернулось с весны 1859 года. Полностью Московско-Нижегородская железная дорога была открыта для движения 1 августа 1862 года. Именно тогда у деревни Гостюхино появилась железная дорога и своя станция, которая существует и по сей день.
На станции две боковых пассажирских платформы, соединённых с двух сторон открытым пешеходным переходом через железнодорожные пути.
Боковая (северная) платформа предназначена для электропоездов, следующих из Нижнего Новгорода и Вязников на Ковров и Владимир, а другая (южная) платформа используется для поездов на Нижний Новгород.
Станция пользуется популярностью у жителей деревни Гостюхино, а особенно у жителей посёлка Достижение с почти тысячным населением. Сам посёлок Достижение своей железнодорожной станции не имеет.

## Пригородное сообщение
На станции останавливаются около 10 пригородных электропоездов, следующих до городов Ковров, Владимир, Вязники, Гороховец и Нижний Новгород.

## Населённые пункты
Вокруг станции с северной и южной сторон имеются жилые дома, образованные в населённый пункт, именуемый как станция Гостюхино. Население составляет 31 человек. Здесь имеется знаменитый дендропарк имени И. Е. Алексеева.
В нескольких сотнях метров от станции имеется деревня Гостюхино, население которой — 88 человек. Также недалеко от станции находится крупный посёлок сельского типа Достижение, население которого — 893 человека. Именно на посёлок Достижение приходится большая часть пассажиропотока на электропоезда пригородного сообщения.